# 艾米·戈林

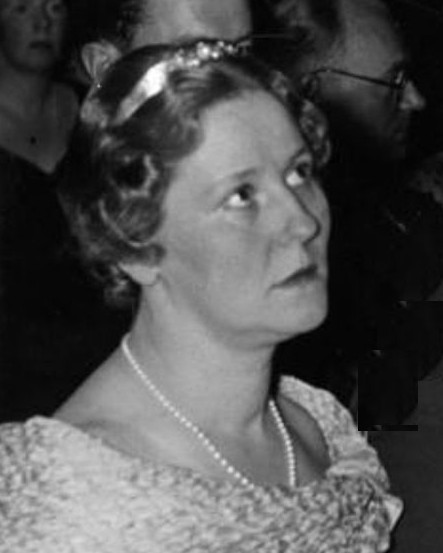
艾米·戈林

艾米·戈林（1893年3月24日 - 1973年6月8日）是一位德国女演员，也是納粹德國空軍司令赫尔曼·戈林的第二任妻子。 她曾與阿道夫·希特勒共同主持很多活动，因此被人称作“第三帝国第一夫人”。战后，德国去纳粹化法庭判定艾米为纳粹分子，判处她一年监禁。获释后，她资产的30%被没收，而且5年内不得再登台表演。